# Absurd i nonsens
Absurd i nonsens – pierwszy album polskiego duetu hip-hopowego Łona i Webber, wydany 23 marca 2007 r. nakładem Asfalt Records. Nagrania dotarły do 9. miejsca listy OLiS.

## O albumie
Pod względem produkcji muzycznej istnieje zasadnicza różnica pomiędzy tą a poprzednimi płytami Łony (również produkowanymi przez Webbera, lecz niesygnowane jako duet); brzmienie większości utworów opiera się na następujących instrumentach: Roland Juno-106, Rhodes, Roland RD-300SX, pianino Thuermer (W. Klussmann, Hanower). Na albumie pojawiają się gościnnie DJ Twister (gramofony), Daniel Christ (gitara basowa), Daniel Popiałkiewicz (gitara) oraz Maciej Cybulski (flet poprzeczny). Oprawę graficzną albumu wykonał Grzegorz „Forin” Piwnicki. Do ilustracji okładki albumu oraz singla „Miej wątpliwość” wykorzystano prace Marka Raczkowskiego.
Jak w przypadku każdej produkcji Łony, album podejmuje poważną tematykę, odzianą w lekką, niezobowiązującą formę. Np. w utworze „Leksykon Brockhausa” raper, opierając się na przykładzie z własnego szczecińskiego podwórka, porusza trudny temat stosunków polsko-niemieckich. Znaczące miejsce w piosenkach Łony zajmuje bieżąca polityka, na którą patrzy z zadziornej perspektywy „obywatela III RP”. 

## Lista utworów
Opracowano na podstawie materiału źródłowego.
1. „Promomix” (produkcja, muzyka: Webber, scratche: DJ Twister) – 2:25
2. „Ą, Ę” (produkcja, muzyka: Webber, scratche: DJ Twister) – 1:42
3. „Łonson i Łebsztyk” (produkcja, muzyka: Webber, scratche: DJ Twister, gitara elektryczna: Daniel Popiałkiewicz) – 3:24
4. „Gdańsk-Szczecin” (produkcja, muzyka: Webber) – 3:45
5. „Hańba, barbarzyńcy” (produkcja, muzyka: Webber, scratche: DJ Twister) – 1:20
6. „Hipermarket” (produkcja, muzyka: Webber) – 3:51
7. „Czemu kiosk?” (produkcja, muzyka: Webber) – 2:44[a]
8. „Miej wątpliwość” (produkcja, muzyka: Webber, gitara basowa: Daniel Christ) – 3:39[b]
9. „Leksykon Brockhausa” (produkcja, muzyka: Webber) – 1:58[c]
10. „Martwisz mnie” (produkcja, muzyka: Webber) – 3:00
11. „7/4” (produkcja, muzyka: Webber, flet: Maciej Cybulski) – 1:54
12. „Panie Mahmudzie” (produkcja, muzyka: Webber, gitara basowa: Daniel Christ, gitara elektryczna: Daniel Popiałkiewicz) – 3:57
13. „Hipermarket (remix)” (produkcja, muzyka: Webber) – 4:57